# Козенице (гмина)
Козенице (пол. Kozienice) — гмина (волость) в Польше, входит как административная единица в Козеницкий повет, Мазовецкое воеводство. Население — 30 507 человек (на 2004 год).

## Демография
| Перепись                       | Всего   | Всего | Женщины | Женщины | Мужчины | Мужчины |
| ------------------------------ | ------- | ----- | ------- | ------- | ------- | ------- |
| Единицы                        | человек | %     | человек | %       | человек | %       |
| Население                      | 30 507  | 100   | 15 576  | 51,1    | 14 931  | 48,9    |
| Плотность населения (чел./км²) | 124,2   | 124,2 | 63,4    | 63,4    | 60,8    | 60,8    |

## Сельские округа
1. Александрувка
2. Бжезница
3. Хинув
4. Домбрувки
5. Холендры-Козеницке
6. Холендры-Кузминьске
7. Яникув
8. Яникув-Фольварк
9. Янув
10. Кемпа-Беляньска
11. Кемпа-Вульчиньска
12. Кемпечки
13. Кочолки
14. Кузьмы
15. Лашувка
16. Лучинув
17. Майданы
18. Нова-Весь
19. Новины
20. Опатковице
21. Пётрковице
22. Пшевуз
23. Псары
24. Руда
25. Рычивул
26. Самводзе
27. Станиславице
28. Сташув
29. Сметанки
30. Сверже-Гурне
31. Вильчковице-Гурне
32. Вуйтоство
33. Воля-Ходковска
34. Вулька-Тыжиньска
35. Вулька-Тыжиньска-Б

## Соседние гмины
1. Гмина Гарбатка-Летниско
2. Гмина Гловачув
3. Гмина Мацеёвице
4. Гмина Магнушев
5. Гмина Пёнки
6. Гмина Сецехув
7. Гмина Стенжыца